# Tour de Utah
O Tour de Utah (oficialmente: Tour of Utah ou Larry H. Miller Tour of Utah), é uma competição de ciclismo por etapas que se desenvolve durante o mês de agosto no estado de Utah, (Estados Unidos) mais precisamente nos arredores da cidade de Salt Lake City e percorrendo o extremo ocidental das Montanhas Rochosas.

## História
Começou em 2004 como um festival de ciclismo regional de três dias denominado Thanksgiving Point Stage Race & Cycling Festival que se realizava em maio, durante o fim de semana do Memorial Day. Durante as duas primeiras edições a corrida era disputada por ciclistas amadores.
Em 2006 o Tour de Utah assinou com o Grupo de Empresas Larry H. Miller, como o patrocinador principal do evento e foi ampliado a seis dias em agosto. Para esse ano incrementou-se o número de equipas nacionais que participaram.
Em 2007 foi comprado pela Associação de Ciclismo de Utah, uma entidade única e independente das outras propriedades que conformam o Grupo de Empresas Larry H. Miller, ainda que nesse ano não se disputou e foi relançado na temporada 2008 integrando o calendário nacional.
A partir desse ano a concorrência começou a crescer no nível de equipas e de ciclistas participantes, no ponto que ciclistas reconhecidos como Francisco Mancebo e Levi Leipheimer ganharam a corrida em 2009 e 2010 respectivamente.
De ser um evento nacional, puntuável para o USA Cycling National Racing Calendar, em 2011 ascendeu a categoria 2.1 e foi incluída no UCI America Tour de 2011 com o qual se assegurou a participação de equipas UCI Pro Team, além de várias equipas de categoria Profissional Continental. A partir de 2014 agregou-se-lhe uma jornada adicional, passando a ser sete as etapas em disputa e em 2015 ascendeu à categoria 2.hc, máxima dentro do calendário americano.

## Palmarés
| Ano                       | Vencedor          | Segundo           | Terceiro           |           |
| ------------------------- | ----------------- | ----------------- | ------------------ | --------- |
| edições amador            |                   |                   |                    |           |
| 2004                      | John Osguthorpe   | Sandy Perrins     | Allan Butler       |           |
| 2005                      | Andrew Bajadali   | Neil Shirley      | Burke Swindlehurst |           |
| 2006                      | Scott Moninger    | Glen Chadwick     | Jeff Louder        |           |
| 2007 edição não realizada |                   |                   |                    |           |
| 2008                      | Jeff Louder       | Blake Caldwell    | Glen Chadwick      |           |
| 2009                      | Francisco Mancebo | Darren Lill       | Jeff Louder        |           |
| 2010                      | Levi Leipheimer   | Francisco Mancebo | Ian Boswell        |           |
| edições profissionais     |                   |                   |                    |           |
| 2011                      | Levi Leipheimer   | Sergio Henao      | Janez Brajkovič    |           |
| 2012                      | Johann Tschopp    | Matthew Busche    | Leopold König      |           |
| 2013                      | Tom Danielson     | Chris Horner      | Janier Acevedo     |           |
| 2014                      | Tom Danielson     | Chris Horner      | Winner Anacona     |           |
| 2015                      | Joe Dombrowski    | Michael Woods     | Brent Bookwalter   |           |
| 2016                      | Lachlan Morton    | Adrien Costa      | Andrew Talansky    |           |
| 2017                      | Rob Britton       | Gavin Mannion     | Serghei Tvetcov    |           |
| 2018                      | Sepp Kuss         | Ben Hermans       | Jack Haig          |           |
| 2019                      | Ben Hermans       | James Piccoli     | Joe Dombrowski     |           |
| 2021                      | cancelado         | cancelado         | cancelado          | cancelado |
| 2022                      | cancelado         | cancelado         | cancelado          | cancelado |

## Palmarés por países
| País           | Vitórias |
| -------------- | -------- |
| Estados Unidos | 10       |
| Espanha        | 1        |
| Suíça          | 1        |
| Austrália      | 1        |
| Canadá         | 1        |